# لی سانگ کی (شمشیر زن)
لی سانگ کی (انگلیسی: Lee Sang-ki؛ زادهٔ ۵ ژوئن ۱۹۶۶) ورزشکار شمشیربازی اهل کره جنوبی است.
وی در مسابقات کشوری و بین‌المللی در مجموع برندهٔ ۱ مدال نقره، ۳ مدال برنز شده‌است.